# مورکات
مورکات (به انگلیسی: Morcott) یک روستا و محله مدنی در بریتانیا است که در راتلند واقع شده‌است. مورکات ۳۲۹ نفر جمعیت دارد.